# Atópiás dermatitis
Az atópiás dermatitisz (más néven atópiás bőrgyulladás, neurodermitisz vagy endogén ekcéma) erős viszketéssel, bőrszárazsággal, a bőr kivörösödésével (súlyos esetben sebesedéssel és felülfertőződéssel) járó, allergiás jellegű nem fertőző bőrbetegség.
Az atópiás dermatitisz megjelenhet már csecsemőknél, vagy kisgyermekkorban, ekkor csecsemőkori atópia a neve, de ha a kor előrehaladtával nem múlik el, vagy idősebb személyeknél jelentkezik, akkor beszélünk valódi atópiás dermatitiszről.

## A betegség okai
A betegség pontos okai máig sincsenek kellő részletességgel tisztázva. A problémát nehezíti az, hogy atópiás dermatitiszről beszélve nem egy betegségről, hanem több, hasonló jellegzetességgel bíró, együtt előforduló betegségcsoportról van szó.

### Genetikai okok, hajlam
A kutatások igazolták, hogy genetikai eredetű betegség, mely öröklődik. Két, atópiás szülőnek 80% valószínűséggel lesznek tünetes gyermekeik. A betegség öröklődése azonban több tényezőtől függ (multifaktoriális), azaz a genetikai tényezőkön kívül a környezeti hatásokak van nagy szerepük a betegség kifejlődésében.

### Lelki, pszichés tényezők
A mentális megterhelés kétségkívül fontos szerepet játszik a tünetek kialakulásában. Az atópiás személyek a lelki behatásokra, stresszre rendkívül érzékenyen, a „megszokottól” eltérően reagálnak.

### Allergének
Az atópiás dermatitisz ún. I. típusú allergiás reakció, amit a betegségben szenvedők vérében megnövekedett ellenanyag-szint (IgE) mérésével lehet igazolni. A reakciót kiváltó antigének származhatnak a bőrfelületet érintő anyagoktól (külső allergének) és a táplálékkal, vagy egyéb úton a szervezetbe kerülő, ún. belső allergénektől is.

#### Külső allergének
Ezek elsősorban a bőrünkkel közvetlenül kapcsolatba kerülő anyagok, vegyszerek. Ilyenek lehetnek:
- mosópor, öblítők
- szappan, tusfürdők
- illatanyagok, konzerválószerek
- kozmetikai anyagok, kenőcsök, krémek
- háztartási vegyszerek
- pollen (virágpor)
- gombaspórák
- háziporatka és egyéb atkák (például Tetranychus urticae is)

Ezekkel való kapcsolatot mindenképpen kerülnie kell a betegnek, azaz ne használjon öblítőt, szappant, tusfürdőt stb. Ugyanakkor a ruházatban is kerülendők a műszálat, gyapjút tartalmazó viseletek, mert ezek is hiperszenzibilizálhatják a bőrfelületet (javasolt a pamut /gyapot/, selyem).

#### Belső allergének
Az allergiát sokszor az elfogyasztott táplálék váltja ki. Különösen gyakori ok ez csecsemőknél. (Vizsgálatok igazolták, hogy már az anyaméhben is kialakulhat a betegség, az anya által elfogyasztott tápláléktól.) Ezért is indokolt, hogy atópiás szülők – amellett, hogy saját étkezésükre odafigyelnek – a lehető leghosszabb ideig anyatejjel táplálják gyermeküket. Ha ez nem lehetséges, a kereskedelemben kapható ún. hipoallergén tápszereket lehet javasolni.
Az élelmiszerekre való túlérzékenység később is jelentkezhet. A fontosabb, allergiát okozó táplálékok:
- bizonyos húsok (hal is), húskészítmények
- tej és tejtermékek
- tojás
- citrusfélék
- eper, kivi
- dió, mandula, mogyoró
- hüvelyesek, gabonafélék
- fűszerek
- tartósítószert tartalmazó élelmiszerek

Az élelmiszer-allergiát minden egyénnél, ahol felmerül a lehetősége, személyre szabottan ellenőrizni kell (bőrteszt, vérvizsgálat, klinikai provokációs vizsgálat). A „házi” vizsgálatok eredményessége megkérdőjelezhető, ugyanis lehetséges, hogy egyes élelmiszerek elfogyasztása után csak órákkal jelentkezik a bőrelváltozás. Szigorú diétát tehát csak alapos vizsgálatra alapozva, szakember tanácsára kezdjünk! Ugyancsak megnehezíti a táplálkozást, hogy korábban semleges ételek is idővel kiválthatnak allergiát, ezért ezekre a jelekre folyamatosan figyelni kell.

### Bőrszárazságot okozó tényezők
Noha a bőr szárazsága a betegség egyik következménye, a szárazságot okozó tényezők tovább súlyosbíthatják a tüneteket. Ezek lehetnek:
- száraz (vagy túl nedves) levegő (téli fűtés, nyáron légkondicionálás)
- hideg-meleg átmenetek (különösen hidegből melegbe)
- túlzott meleg, levegőzetlen ruházat
- gyakori fürdés, mosdás (különösen szappannal, de bármilyen mosdószerrel is)
- túlzott napozás, UV-sugárzás

## A betegség lefolyása
Az atópiás betegek tapasztalják, hogy betegségüktől nem mindig szenvednek egyformán. Vannak tünetmentes időszakok, melyeket erősebb, gyulladásos hullámok váltanak föl. Ezek időtartama általában 1-2 hét, a „rohamok” pedig változó gyakorisággal törnek rájuk. Gyakoribbak a fellángolások ősszel és télen, valamint ha valamilyen erős külső hatás éri a bőrt.

### Tünetek
Tünetmentes időszakban a bőr nyugodt, sokszor hidratálásnak sem érzi szükségét a beteg. A tünetek hirtelen viszketéssel, a bőr kivörösödésével kezdődnek, majd a bőr kiszárad, a beteg akaratlanul is sebeket ejt magán vakarózásával. Kezelés nélkül hamar igen súlyossá válhat. A kiszáradt, felsebzett bőrfelületen kórokozók (például Staphylococcus aureus) telepedhetnek meg, melyek idültté teszik a gyulladást.
További tünetek:
- bőrszárazság (a csökkent faggyútermelés és a gyulladások miatt)
- a fülcimpa berepedése
- hámlás, korpás fejbőr stb.

### Sejtszintű folyamatok
A betegek bőrében a tünetmentes időszakokban is a normálisnál nagyobb arányban fordulnak elő az ún. Langerhans-sejtek (B-limfociták), melyek a gyors immunválaszért felelős IgE-t tartalmazzák. A bejutó allergének egy láncfolyamatot indítanak el: az immunválasz hatására a bőrben T-limfociták (azokon belül is a Th2 típus) szaporodnak el. A folyamat könnyen kikerül a szervezet irányítása alól, és valószínűleg további allergén hatás nélkül is működhet.
A masztocitákból hisztamin szabadul fel; ez felelős az erős viszketésért. A vakarózás utat nyit a kórokozóknak, ezáltal fokozódik a sejtes immunválasz. A bőrben és a vérben megnő az eozinofil granulociták és a makrofágok száma.
A hosszú ideig fennálló betegség tehát ún. IV-es típusú (celluláris) túlérzékenységhez vezethet, ami kontakt dermatitiszben nyilvánulhat meg.

## Megbetegedési kockázat
A modern, civilizált társadalmakban az allergiás betegségeknek, így az atópiás dermatitisznek is egyre nagyobb a jelentősége. Felmérések szerint a lakosság 15-20%-a szenved atópiás dermatitiszben (az arány a magasabb életszínvonalú és a fiatalabb lakosság körében magasabb). Mivel öröklődő betegségről van szó, feltételezhető, hogy a megváltozott környezeti tényezők segítik elő a betegség minél nagyobb arányú megnyilvánulását. A gyermekkori dermatitiszt az esetek 80%-ában „kinövik” a betegek, azaz felnőttkorra tünetmentessé válhat.
Az atópiás betegek körében nagyobb a valószínűsége a szénanátha, asztma, más allergiás betegségek, kötőhártya-gyulladás (rhinoconjunctivitis) előfordulásának. Ezek a betegségek kezelés nélkül tovább súlyosbodhatnak.

## Következmények
A betegség megfelelő kezelés nélkül csak súlyosbodik, a viszketés és vakarózás sebeket okoz, melyek újabb pszichés stresszt okoznak, a viszketés erősödik, a sebek pedig utat nyitnak a kórokozóknak (vírusoknak, baktériumoknak és gombáknak). A betegséget tehát időben, és helyesen kell kezelni.

## Kezelési formák
Mivel a betegség még nem gyógyítható, ezért csak a tünetek kezeléséről beszélhetünk. Helyes kezeléssel és odafigyeléssel azonban tünetmentessé tehető a beteg, akinek ez az életminőségére is jelentős kihatással van.
A kezelések kiterjednek a bőrszárazság csökkentésére (emolliensek, hidratáló krémek), a viszketés és a gyulladás csillapítására (antihisztaminok, kortikoszteroidok, lehet külsőleg és belsőleg is), valamint a fent felsorolt okok kiküszöbölésére.
Eredményes vizsgálatok vannak ezeken felül a helyileg ható immunszupresszív anyagok (helyileg ható kalcineurin-gátlók, a T-sejtek aktiválódását gátolja) használatát illetően (tacrolimus, pimecrolimus hatóanyagú kenőcsök). Korábban is ismert volt a fototerápia, a megfelelő spektrumú UV fény jótékony hatása. Az újabb kutatások a káros sugarak kizárásával, a hatékony hullámhosszúságú fénnyel való kezelés eredményességéről számolnak be.

### Szteroidok
A szteroidok, pontosabban a kortikoszteroidok erős gyulladásgátló hatású vegyületek, melyek a mellékvese-kéreg hasonló hatású, szteránvázas hormonjaihoz hasonlítanak. A szteroid hatóanyagú kenőcsök nagyon elterjedtek, és alapjaiban változtatták meg a betegségben szenvedők kezelését az 1950-es évektől kezdve. Ugyanakkor a gyulladásgátló hatás mellett a szteroidoknak immunszupresszív hatása is van, mely szintén segít a tünetek leküzdésében. Súlyos esetben az orvos nem csak helyi kezelésként (krém formában), hanem injekcióként is adhatja.
A kortikoszteroid hatóanyagoknak számos mellékhatása is ismert. Ilyenek például a bőr elvékonyodása, a faggyútermelés csökkentése (további bőrszáradás) valamint a hozzászokás. Ha a véráramba kerül (injekció), hosszabb távon a mellékvesét is károsíthatja. Az újabb hatóanyagoknál (például mometasone) sikerült a hatás erősödését a mellékhatások fokozódása nélkül elérni.